# Stippelorchis
De stippelorchis (Orchis provincialis) is een Europese orchidee. Het is een wijdverspreide maar zeldzame soort van het Middellandse Zeegebied, met voor het geslacht eerder zeldzame gele bloemen.

## Naamgeving enetymologie
Synoniemen
- Androrchis provincialis (Balb. ex Lam. & DC.) D.Tyteca & E.Klein (2008)
- Orchis cyrilli Ten. (1812)
- Orchis pseudopallens Tod. (1842)
- Orchis leucostachya Griseb. (1846)

De botanische naam werd in 1806 gepubliceerd door Jean-Baptiste de Lamarck en Augustin Pyramus de Candolle, waarbij ze zich baseerden op een onuitgegeven beschrijving door Giovanni Battista Balbis.
De soortaanduiding is afkomstig van het Latijnse provincialis, een allusie op de vindplaats van het type-exemplaar: "Galloprovincia" (de Provence).

## Kenmerken

### Habitus
De stippelorchis is een slanke, 15 tot 35 cm hoge overblijvende geofyt met een ronde, groene bloemstengel, drie tot acht bladeren in een wortelrozet, en een tot 12 cm lange, losbloemige aar met tot 20 bloemen.

### Bladeren
De grondbladeren zijn vlak uitgespreid tot opgericht, tot 15 cm lang, ovaal tot lancetvormig, meestal opvallend violet gevlekt. De schutbladeren zijn vliezig en bijna zo lang als het vruchtbeginsel van de bloem.

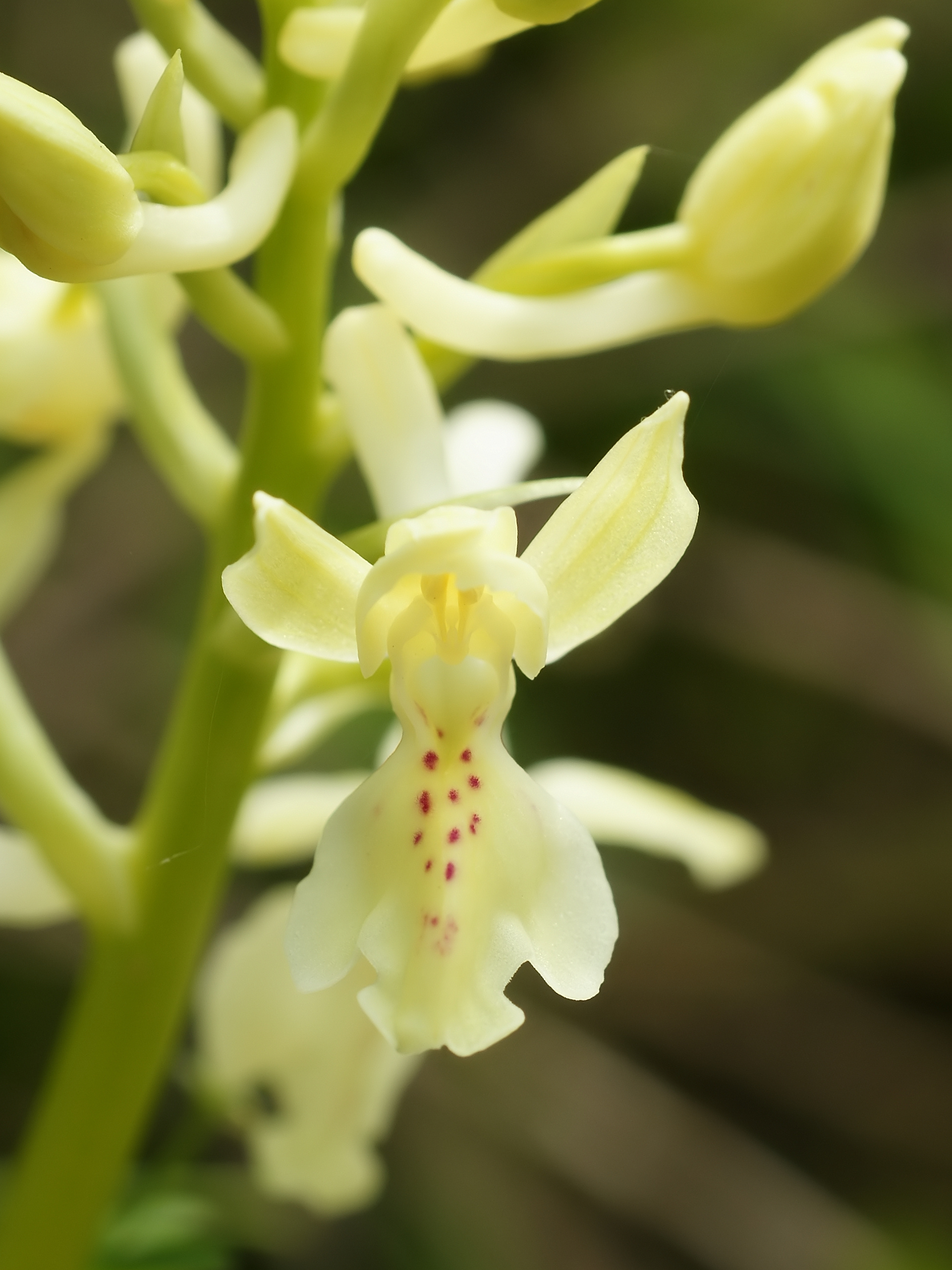
Detail bloem

### Bloemen
De bloemen zijn groot, crème tot bleekgeel, zelden roze. De laterale buitenste bloemdekbladen zijn scheef elliptisch met gegolfde randen, en staan meestal opgericht. Het bovenste blad van de buitenkrans vormt samen met de twee bovenste bladen van de binnenkrans een helmpje.
De lip is tot 13 mm lang, bolvormig of naar achter geplooid, drielobbig, de randen gelijkmatig getand. De zijlobben zijn vlak en afgerond, de middenlob langer, tweelobbig en geknikt, met een helgele centrale zone die van rode puntjes voorzien is. De spoor is langer dan het vruchtbeginsel, horizontaal of opgericht, naar boven gebogen, met een verbrede, ronde top.
De bloeitijd is van april tot mei.

### Variabiliteit
De variëteit O. provincialis var. rubra Chabert (1881) heeft felroze bloemen met een centrale gele vlek, O. provincialis var. variegata Chabert eerder vaalroze. Beide variëteiten komen vooral op Corsica voor.

## Habitat
De stippelorchis prefereert vochtige, licht zure tot licht basische bodems, zelden kalkrijke bodems, op zonnige tot beschaduwde plaatsen, zoals open plaatsen in garrigues, dennenbossen en lichte loofbossen. Hij komt vaak voor in grotere groepen. Van zeeniveau tot op hoogtes van 1.700 m.

## Verspreiding
De stippelorchis is verspreid over het hele Middellandse Zeegebied van Spanje tot Turkije. Ook in Noord-Afrika (Tunesië en Algerije).
In Frankrijk in het zuidoosten en in Corsica.
De stippelorchis is wijdverspreid maar overal plaatselijk voorkomend en zeldzaam.

## Verwante en gelijkende soorten
De stippelorchis heeft slechts enkele geelgekleurde verwanten in het geslacht Orchis, zoals de bleke orchis (O. pallens) en O. pauciflora. Van beide soorten kan de stippelorchis onderscheiden worden door de (meestal) gevlekte bladeren en de gestippelde en geknikte bloemlip.
Verder is verwarring mogelijk met de vlierorchis (Dactylorhiza sambucina) van het zustergeslacht Dactylorhiza, die echter nooit gevlekte bladeren heeft, en stevige, op bladeren gelijkende schutbladen.
Sectie: Masculae

O. anatolica · 
O. brancifortii · 
O. canariensis · 
O. cazorlensis · 
O. ichnusae · 
O. laeta · 
O. langei · 
O. ligustica · 
O. mascula (Mannetjesorchis) · 
O. olbiensis (Kleine mannetjesorchis) · 
O. ovalis · 
O. pallens (Bleke orchis) · 
O. patens · 
O. pauciflora · 
O. pinetorum · 
O. prisca · 
O. provincialis (Stippelorchis) · 
O. quadripunctata · 
O. scopulorum · 
O. sitiaca · 
O. spitzelii · 
O. tenera · 
O. troodi

Sectie: Orchis

O. adenocheilae · 
O. anthropophora (Poppenorchis) · 
O. caucasica · 
O. galilaea · 
O. italica · 
O. militaris (Soldaatje) · 
O. punctulata · 
O. purpurea (Purperorchis) · 
O. simia (Aapjesorchis) · 
O. stevenii · 
O. taubertiana

Hybrides

O. ×angusticruris · 
O. ×hybrida · 
O. ×sezikiana · 
×Orchiaceris melsheimeri 